# Górowo (przystanek kolejowy)
Górowo – przystanek osobowy w Górowie na linii kolejowej nr 353, w województwie warmińsko-mazurskim, w powiecie olsztyńskim, w Polsce.

## Ruch pasażerski
| Rok  | Wymiana pasażerska na dobę |
| ---- | -------------------------- |
| 2017 | 50-99                      |
| 2022 | 50-99                      |